# Thornton le Fen
Thornton le Fen är en ort och civil parish i Storbritannien.   Den ligger i grevskapet Lincolnshire och riksdelen England, i den sydöstra delen av landet, 170 km norr om huvudstaden London. Thornton le Fen ligger 3 meter över havet och antalet invånare är 345.
Terrängen runt Thornton le Fen är mycket platt.Runt Thornton le Fen är det ganska tätbefolkat, med 144 invånare per kvadratkilometer. Närmaste större samhälle är Boston, 9,6 km sydost om Thornton le Fen. Trakten runt Thornton le Fen består till största delen av jordbruksmark.